# Latéralité

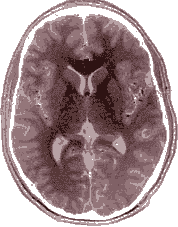
La structure du cerveau est elle-même latéralisée

En biologie humaine et animale, la latéralité (ou latéralisation) est l'importance du sens gauche-droit du corps dans la position ou le fonctionnement de certains organes ou membres. Par exemple, chez l'être humain normal, le cœur est latéralisé à gauche.
Dans le domaine du comportement, la latéralité est le fait d'utiliser préférentiellement les organes d'un côté du corps pour effectuer certaines tâches. S'agissant des mains, on parle de préférence manuelle : un droitier utilisera préférentiellement sa main droite et, plus généralement, ses organes du côté droit (pied, etc.), tandis qu'un gaucher utilisera préférentiellement ceux du côté gauche. 
Il existe également une préférence cérébrale. Si l'œil directeur est le droit, le cerveau dominant est l'hémisphère gauche et vice-versa.
Un droitier de la main et dont l'œil directeur est le droit est ainsi dit homogène. Même conclusion pour un gaucher de la main qui possède un œil directeur gauche. En revanche, une personne droitière de la main et gauchère au niveau de l'œil directeur (et inversement) est dite croisée. La population mondiale est homogène à 70 %. Il existe toutefois des divergences dans le domaine sportif ; ainsi on a pu constater que seuls 35 % des joueurs de tennis du top 100 mondial sont homogènes.
Le cerveau, bien que grossièrement symétrique d'un point de vue morphologique, est en réalité latéralisé tant du point de vue de certains détails anatomiques que sur le plan fonctionnel. On parle d'asymétrie cérébrale. Les deux hémisphères ne jouent pas un rôle identique : d'une part, en raison de la décussation des voies nerveuses, chaque hémisphère traite les informations en provenance et à destination de la moitié contralatérale du corps ; d'autre part, dans le domaine particulier du langage, il y a en général dominance de l'hémisphère gauche sur le droit. 
Dans le cas pathologique d'un situs inversus, le positionnement des organes est inversé (par exemple, le cœur est à droite au lieu d'être à gauche). 
Être latéralisé est une caractéristique des animaux qui se servent préférentiellement d'une seule main : c'est être gaucher ou droitier. Le fait d'être habile des deux mains est l'ambidextrie.
Le cerveau humain (et à un moindre degré celui des autres vertébrés) est anatomiquement à peu près symétrique de sorte qu'un des deux hémisphères est symétrique de l'autre hémisphère. Cependant, il existe une importante dissymétrie fonctionnelle : chaque hémisphère prend en charge certaines tâches qui lui sont peu ou prou spécifiques ; on parle de spécialisation hémisphérique. Dans le cas des sujets qui sont droitiers homogènes (droitiers pour la main, le pied, l’œil et l'oreille), l'hémisphère gauche a un rôle essentiel pour les gestes précis, intentionnels, bien catégorisés ; on dit qu'il s'agit de l'hémisphère digital. L'autre hémisphère plus spécialisé dans la gestion du corps au service des intentions visées par l'hémisphère digital, gère les données plus globales, plus imagées ; il est qualifié d'hémisphère « analogique ».

## Préférence
La préférence entre les 2 côtés du corps peut être manuelle pour l'écriture, l'activité professionnelle (tenue d'un marteau d'une scie...) ou le sport (lancers, sports de raquette...) ; pédestre (shoot dans un ballon...) ; auditive (oreille préférée pour téléphoner..) ; du bassin si l'on décide de sauter et de tourner sur soi-même comme un patineur artistique ; oculaire, chaque personne possédant un œil directeur. Il existe même une préférence cérébrale : si l'œil directeur est le droit, l'hémisphère dominant du cerveau est le gauche et vice-versa.
Un droitier de la main et dont l'œil directeur est le droit est dit "homogène". Idem pour un gaucher de la main qui possède un œil directeur gauche. En revanche, si la main dominante est du côté droit et l’œil directeur est du côté gauche il peut s’agir d’un droitier avec un croisement visuel. Si la main dominante est du côté droit et l’oreille préférée du côté gauche, il s’agit d’un droitier avec un croisement auditif.
La population mondiale est homogène à 70 %, mais il arrive que cette statistique soit contredite parmi les sportifs.

## Bilatéralité
La bilatéralité en biologie est le fait de ne pas avoir une symétrie radiaire, mais une symétrie par rapport à un plan. Ainsi, l'Homme a une symétrie bilatérale comme tous les Bilateria.

## Latéralité indéfinie
L’expression latéralité indéfinie, se réfère à l’utilisation d’un côté du corps ou de l’autre, sans avoir de schéma bien défini et stable. Dans ces cas, l’utilisation d’une main, d’un œil, d’une oreille ou d’un pied n’est pas constant ni n’est totalement différencié.